# Corrente (azienda)
Corrente è un servizio di car sharing elettrico attivo in Italia, disponibile a Bologna, Casalecchio di Reno, Ferrara e Rimini, gestito dal consorzio Omnibus, diretto da Trasporto Passeggeri Emilia-Romagna (TPER), con la partecipazione di Saca, Cosepuri e Coerbus.

## Area di copertura
Il servizio è operativo nella città di Bologna dal 27 ottobre 2018, nel comune di Casalecchio di Reno dal 4 aprile 2019, nel comune di Ferrara dal 25 maggio 2019 e nel comune di Rimini dal 28 giugno 2021.
Una volta iniziato il noleggio, le auto possono muoversi anche al di fuori delle aree coperte, in tutto il territorio nazionale; tuttavia, al termine del noleggio, il veicolo deve essere riconsegnato all'interno dell'area operativa. Il noleggio può anche avere inizio in una città servita da Corrente e avere termine in un'altra città, sempre servita da Corrente.

## Veicoli
A luglio 2025, Corrente operava con 335 auto Volvo EX30, 100 scooter e 250 biciclette.